# Biskupin Wieś
Biskupin Wieś – zlikwidowana wąskotorowa stacja kolejowa w Biskupinie, w województwie kujawsko-pomorskim. Obecnie znajduje się na trasie turystycznej Gąsawa – Żnin Wąskotorowy, jednak nie pełni żadnej funkcji.